# Blood Red Sandman
Blood Red Sandman är Lordis fjärde singel som släpptes 2004. Namnet på låten var ursprungligen "Blood Red Santa", men namnet ändrades, var det tänkt att låten spelades först vid jul.

## Låtlista
1. Blood Red Sandman
2. To Hell With Pop
3. Pyromite

## Promo version
1. Blood Red Sandman (Radio Edit)
2. Devil is a Loser
3. Would You Love a Monsterman?